# Вязовск (Стародубский район)
Вязовск — деревня в Стародубском муниципальном округе Брянской области.

## География
Находится в южной части Брянской области на расстоянии приблизительно 24 км на северо-восток от районного центра города Стародуб.

## История
Известна со второй половины XVII века, до 1781 входило в состав Бакланской сотни Стародубского полка (ратушное владение, позднее Гудовичей). С начала XIX века по 1918 год в Мглинском уезде. В 1892 году здесь (деревня Мглинского уезда Черниговской губернии) было учтено 46 дворов. До 2019 года входила в состав Гарцевского сельского поселения Стародубского района, с 2019 по 2020 в Меленское сельское поселение до его упразднения.

## Население
Численность населения: 323 человека (1892 год), 28 человек в 2002 году (русские 100 %), 18 в 2010.